# Cicely Saundersová
Cicely Saundersová, celým jménem Dame Cicely Mary Strode Saunders, OM, DBE (22. června 1918 – 14. července 2005) byla britská lékařka, spisovatelka a sociální pracovnice, zakladatelka moderního hospicového hnutí a propagátorka paliativní medicíny.

## Život
Svůj hospic svatého Kryštofa v Sydenhamu v Londýně založila roku 1967.
V 39 letech získala doktorát medicíny a stala se světově uznávanou kapacitou v oblasti paliativní medicíny, umírání a lékařské etiky, na tato téma přednášela na řadě univerzit po celém světě. Napsala též řadu knih a pojednání tematicky se věnujícím oblastem jejího díla.
Jako hluboce věřící křesťanka odmítala euthanasii a o křesťanství prohlásila, že je a zůstane základním kamenem hospicového hnutí, kamenem, kterým možná není vidět, ale na kterém celá stavba stojí.
Za svoji práci v sociální, zdravotnické a náboženské oblasti získala nejvyšší možná ocenění: z rozhodnutí Alžběty II. se stala nejprve důstojnicí a později rytířkou Řádu britského impéria, v roce 1981 obdržela Templetonovu cenu a v roce 2001 též nejprestižnější a nejvyšší ocenění za humanitární dílo: Humanitární cenu Conrada N. Hiltona.
Byla (mimo jiné) členkou Royal College of Physicians, Royal College of Nursing a Royal College of Surgeons of England, obdržela desítky čestných doktorátů.
Zemřela na rakovinu ve výše zmíněném hospici svatého Kryštofa. Jejím manželem byl polský emigrant malíř Marian Bohusz-Szyszko (1901–1995).

## Výbor z díla
- Care of the Dying (1960)
- The Management of Terminal Disease (1978, koeditorka)
- Hospice: The Living Idea (1981)
- Watch with Me (2003)